# Ambasada Białorusi w Tbilisi
Ambasada Białorusi w Tbilisi (biał. Пасольства Рэспублікі Беларусь у Тбілісі; ros. Посольство Республики Беларусь в Тбилиси) – misja dyplomatyczna Republiki Białorusi w Gruzji.

## Historia
Stosunki dyplomatyczne pomiędzy Białorusią i Gruzją nawiązano 6 stycznia 1994. Kontakty międzypaństwowe nie były jednak intensywne. Ochłodzenie stosunków nastąpiło po wojnie w Osetii Południowej (2008) i poważnym kryzysie dyplomatycznym na linii Gruzja – Rosja, jako że Białoruś uważana była za sojuszniczkę Rosji. Władze w Mińsku, wbrew oczekiwaniom Kremla, nie uznały jednak niepodległości zbuntowanych prowincji gruzińskich Osetii Południowej i Abchazji.
Odmrożenie relacji nastąpiło w 2015. Podczas pierwszej w historii wizyty prezydenta Białorusi w Gruzji w dniach 22–24 kwietnia 2015, Alaksandr Łukaszenka zapowiedział otwarcie Ambasady Białorusi w Tbilisi.
Ambasadę Białorusi w Tbilisi otworzono 20 grudnia 2016 podczas wizyty w Gruzji ministra spraw zagranicznych Białorusi Uładzimira Makieja.

## Ambasadorowie
- Michaił Miatlikau (2016 – nadal)[1][5]